# Piper yousei
Piper yousei är en pepparväxtart som beskrevs av William Trelease. Piper yousei ingår i släktet Piper och familjen pepparväxter. Inga underarter finns listade i Catalogue of Life.